# Independent Spirit Awards 2020
La cerimonia di premiazione della 35ª edizione degli Independent Spirit Awards ha avuto luogo l'8 febbraio 2020 a Santa Monica, in California.
Le candidature sono state annunciate note il 21 novembre 2019; Diamanti grezzi e The Lighthouse hanno ottenuto il maggior numero di candidature, cinque a testa.

## Vincitori e candidati
I vincitori sono indicati in grassetto, a seguire gli altri candidati.

### Miglior film
- The Farewell - Una bugia buona (The Farewell), regia di Lulu Wang
- Clemency, regia di Chinonye Chukwu
- Diamanti grezzi (Uncut Gems), regia di Josh e Benny Safdie
- Storia di un matrimonio (Marriage Story), regia di Noah Baumbach
- La vita nascosta - Hidden Life (A Hidden Life), regia di Terrence Malick

### Miglior film d'esordio
- La rivincita delle sfigate (Booksmart), regia di Olivia Wilde
- The Climb, regia di Michael Angelo Covino
- Diane, regia di Kent Jones
- The Last Black Man in San Francisco, regia di Joe Talbot
- The Mustang, regia di Laure de Clermont-Tonnerre
- See You Yesterday, regia di Stefon Bristol

### Miglior regista
- Josh e Benny Safdie - Diamanti grezzi (Uncut Gems)
- Robert Eggers - The Lighthouse
- Alma Har'el - Honey Boy
- Julius Onah - Luce
- Lorene Scafaria - Le ragazze di Wall Street - Business Is Business (Hustlers)

### Miglior attrice protagonista
- Renée Zellweger - Judy
- Karen Allen - Colewell
- Hong Chau - Driveways
- Elisabeth Moss - Her Smell
- Mary Kay Place - Diane
- Alfre Woodard - Clemency

### Miglior attore protagonista
- Adam Sandler - Diamanti grezzi (Uncut Gems)
- Chris Galust - Give Me Liberty
- Kelvin Harrison Jr. - Luce
- Robert Pattinson - The Lighthouse
- Matthias Schoenaerts - The Mustang

### Miglior attrice non protagonista
- Zhao Shuzhen - The Farewell - Una bugia buona (The Farewell)
- Jennifer Lopez - Le ragazze di Wall Street - Business Is Business (Hustlers)
- Taylor Russell - Waves
- Lauren Spencer - Give Me Liberty
- Octavia Spencer - Luce

### Miglior attore non protagonista
- Willem Dafoe - The Lighthouse
- Noah Jupe - Honey Boy
- Shia LaBeouf - Honey Boy
- Jonathan Majors - The Last Black Man in San Francisco
- Wendell Pierce - Burning Cane

### Miglior sceneggiatura
- Noah Baumbach - Storia di un matrimonio (Marriage Story)
- Jason Begue e Shawn Snyder - To Dust
- Ronald Bronstein, Josh Safdie e Benny Safdie - Diamanti grezzi (Uncut Gems)
- Chinonye Chukwu - Clemency
- Tarell Alvin McCraney - High Flying Bird

### Miglior sceneggiatura d'esordio
- Fredrica Bailey e Stefon Bristol - See You Yesterday
- Hannah Bos e Paul Thureen - Driveways
- Bridget Savage Cole e Danielle Krudy - Blow the Man Down
- Jocelyn DeBoer e Dawn Luebbe - Greener Grass
- James Montague e Craig W. Sanger - L'immensità della notte (The Vast of Night)

### Miglior fotografia
- Jarin Blaschke - The Lighthouse
- Todd Banhazl - Le ragazze di Wall Street - Business Is Business (Hustlers)
- Natasha Braier - Honey Boy
- Chananun Chotrungroj - The Third Wife
- Pawel Pogorzelski - Midsommar - Il villaggio dei dannati (Midsommar)

### Miglior montaggio
- Ronald Bronstein e Benny Safdie - Diamanti grezzi (Uncut Gems)
- Julie Béziau - The Third Wife
- Tyler L. Cook - Sword of Trust
- Louise Ford - The Lighthouse
- Kirill Michanovskij - Give Me Liberty

### Miglior documentario
- Made in USA - Una fabbrica in Ohio (American Factory), regia di Steven Bognar e Julia Reichert
- Alla mia piccola Sama (For Sama), regia di Waad al-Kateab e Edward Watts
- Apollo 11, regia di Todd Douglas Miller
- Island of the Hungry Ghosts, regia di Gabrielle Brady
- Honeyland (Medena zemja), regia di Tamara Kotevska e Ljubomir Stefanov

### Miglior film straniero
- Parasite (Gisaengchung), regia di Bong Joon-ho (Corea del Sud)
- I miserabili (Les Misérables), regia di Ladj Ly (Francia)
- Retablo, regia di Alvaro Delgado-Aparicio L. (Perù)
- Ritratto della giovane in fiamme (Portrait de la jeune fille en feu), regia di Céline Sciamma (Francia)
- The Souvenir, regia di Joanna Hogg (Regno Unito)
- La vita invisibile di Eurídice Gusmão (A vida invisível), regia di Karim Aïnouz (Brasile)

### Premio Robert Altman
- Storia di un matrimonio (Marriage Story), regia di Noah Baumbach

### Premio John Cassavetes
- Give Me Liberty, regia di Kirill Michanovskij
- Burning Cane, regia di Phillip Youmans
- Colewell, regia di Tom Quinn
- Premature, regia di Rashaad Ernesto Green
- Wild Nights with Emily, regia di Madeleine Olnek

### Producers Award
- Mollye Asher
- Krista Parris
- Ryan Zacarias

### Someone to Watch Award
- Rashaad Ernesto Green - Premature
- Ash Mayfair - The Third Wife
- Joe Talbot - The Last Black Man in San Francisco

### Truer Than Fiction Award
- Jaddoland, regia di Nadia Shihab
- 17 Blocks, regia di Davy Rothbart
- América, regia di Erick Stoll e Chase Whiteside
- Black Mother, regia di Khalik Allah

### Bonnie Award
- Kelly Reichardt
- Marielle Heller
- Lulu Wang